# Macutula
Macutula Ruiz, 2011 è un genere di ragni appartenente alla famiglia Salticidae.

## Caratteristiche
Sono ragni di medie dimensioni, dai 4 ai 7 millimetri, con corpo leggermente appiattito e cefalotorace di colore marrone scuro..
Il descrittore lo distingue da altri generi dello stesso clade a causa di un solco alquanto profondo presente prolateralmente sul dorso del cymbium dei pedipalpi maschili, a guisa di una carena dorsale.

## Distribuzione
Le tre specie oggi note di questo genere sono state rinvenute in Brasile: la M. santana nello Stato di Bahia e le altre due nello Stato di Pernambuco.

## Tassonomia
Questo genere dall'autore è stato ascritto al clade Amycoida, non riconosciuto a sé stante e distinto da Salticoida da buona parte degli aracnologi, nonostante studi al riguardo di Maddison nel 2003 e 2008. Comunque si riscontrano varie somiglianze con i generi Breda Peckham & Peckham, 1894 e Mago O. P.-Cambridge, 1882.
A giugno 2011, si compone di tre specie:
- Macutula aracoiaba Ruiz, 2010[3] - Brasile
- Macutula caruaru Ruiz, 2010 - Brasile
- Macutula santana Ruiz, 2010 - Brasile